# الحاط (الصومعة)

تعديل مصدري - تعديل

الحاط هي إحدى قرى عزلة المحمدين بمديرية الصومعة التابعة لمحافظة البيضاء، بلغ تعداد سكانها 157 نسمة حسب تعداد اليمن لعام 2004.